# Battlestar
Battlestar, il cui il vero nome è Lemar Hoskins, è un personaggio dei fumetti creato da Mark Gruenwald (testi) e Kieron Dwyer (disegni) pubblicato dalla Marvel Comics. Lemar Hoskins è apparso la prima volta in Captain America (vol. 1) n. 323, Lemar è il quinto uomo a vestire i panni di Bucky su Captain America (vol. 1) n. 334, mentre come Battlestar è stato presentato in Captain America (vol. 1) n. 341.

## Biografia del personaggio
Lemar Hoskins era un amico di John Walker, conosciuto durante la sua permanenza nell'esercito. Dopo il congedo decisero di sottoporsi al trattamento potenziante della Power Broker, con l'intento di diventare dei wrestler professionisti per la Unlimited Wrestling Federation, ma a John fu proposto dal manager Ethan Trump di diventare il Super Patriota, un nuovo eroe che contendeva al celebre Capitan America il ruolo di simbolo dei valori americani, e per mettere in luce il suo pupillo Trump si servì anche di Lemar ed altri due atleti potenziati: il loro ruolo, nei panni dei B.u.c.k.i.e.s. (Blod Urban Commando), era quello di fingersi sostenitori di Cap (indossando una copia della sua maschera) e di aggredire il Super patriota, che con grande destrezza li avrebbe facilmente sconfitti.
Quando John venne ingaggiato dal governo come nuovo Capitan America al posto di Steve Rogers, a Lemar fu proposto di affiancarlo in missione nei panni del nuovo Bucky V; fu l'unico degli ex soci di Walker a venir assunto dal governo, a causa dell'assenza di precedenti penali. Venne sottoposto ad un severo addestramento e prese il suo nuovo compito con molta serietà. Molto presto però il pubblico trovo alquanto buffo vedere un uomo di colore della stazza e della statura di Hopkins nei panni di un giovane ragazzo bianco, così gli fu dato successivamente un nuovo costume, provvisto di un piccolo scudo triangolare, e il nome in codice di Battlestar.
Proprio durante la sua presentazione ufficiale in una diretta televisiva, i suoi vecchi compagni B.u.c.k.i.e.s., su ordine dell'invidioso ex manager Trump, irruppero e svelarono davanti alle telecamere il vero nome di Capitan America; a causa di tale rivelazione i Cani da Guardia (un gruppo di criminali sgominati tempo prima da Cap e Lemar) si vendicarono uccidendo i genitori di John. Il dolore di tale perdita rese il nuovo Cap crudele e spietato in combattimento, e questo radicale cambiamento spaventò non poco il suo amico Lemar. Quando il terrorista noto come Spezzabandiera imprigionò Walker nella sua base al Polo Nord, Battlestar chiese aiuto al Cap originale, Steve Rogers, e al suo partner Demolition Man per liberarlo.
Dopo il salvataggio però John si allontanò da Lemar, vedendo la sua richiesta di aiuto a Rogers come una mancanza di fiducia nei suoi confronti, e la cosa incrinò la loro amicizia. Quando il governo restituì l'uniforme al Cap originale e Walker divenne U.S. Agent, Battlestar mise fine alla sua collaborazione con il governo e venne assunto dalla mercenaria Silver Sable nel suo Branco Selvaggio (dove militava anche l'ex criminale noto come Uomo Sabbia).

### Civil War
Durante Civil War Battlestar e altri superesseri vennero arrestati e rinchiusi nel carcere di massima sicurezza situato nella zona negativa noto come Progetto 42. Liberati dai ribelli di Capitan America, lottarono al loro fianco durante lo scontro finale a Manhattan. Dopo la resa di Cap e la fine della guerra civile non si hanno avuto più sue tracce.

## Poteri e abilità
Lemar, al pari di U.S.Agent, si è sottoposto al programma di potenziamento fisico del Power Broker: questo gli ha donato una forza fisica e una resistenza superiori a quella di un uomo normale. In gioventù è stato un wrestler professionista e, dopo essere divenuto il nuovo Bucky, è stato sottoposto ad un intenso addestramento militare, affinato tra le file del Branco Selvaggio: tutto ciò l'ha reso un lottatore esperto.
Quando faceva coppia con Cap/Walker, Lemar fu provvisto di uno scudo triangolare in adamantio, che spesso utilizzava anche come arma d'attacco colpendo direttamente l'avversario.

## Altri media

### Televisione
Battlestar compare in un episodio di Spider-Man.

#### Marvel Cinematic Universe
Battlestar compare per la prima volta nel Marvel Cinematic Universe nella miniserie The Falcon and the Winter Soldier come spalla di U.S. Agent, interpretato da Clé Bennett.